# Salar de Arizaro

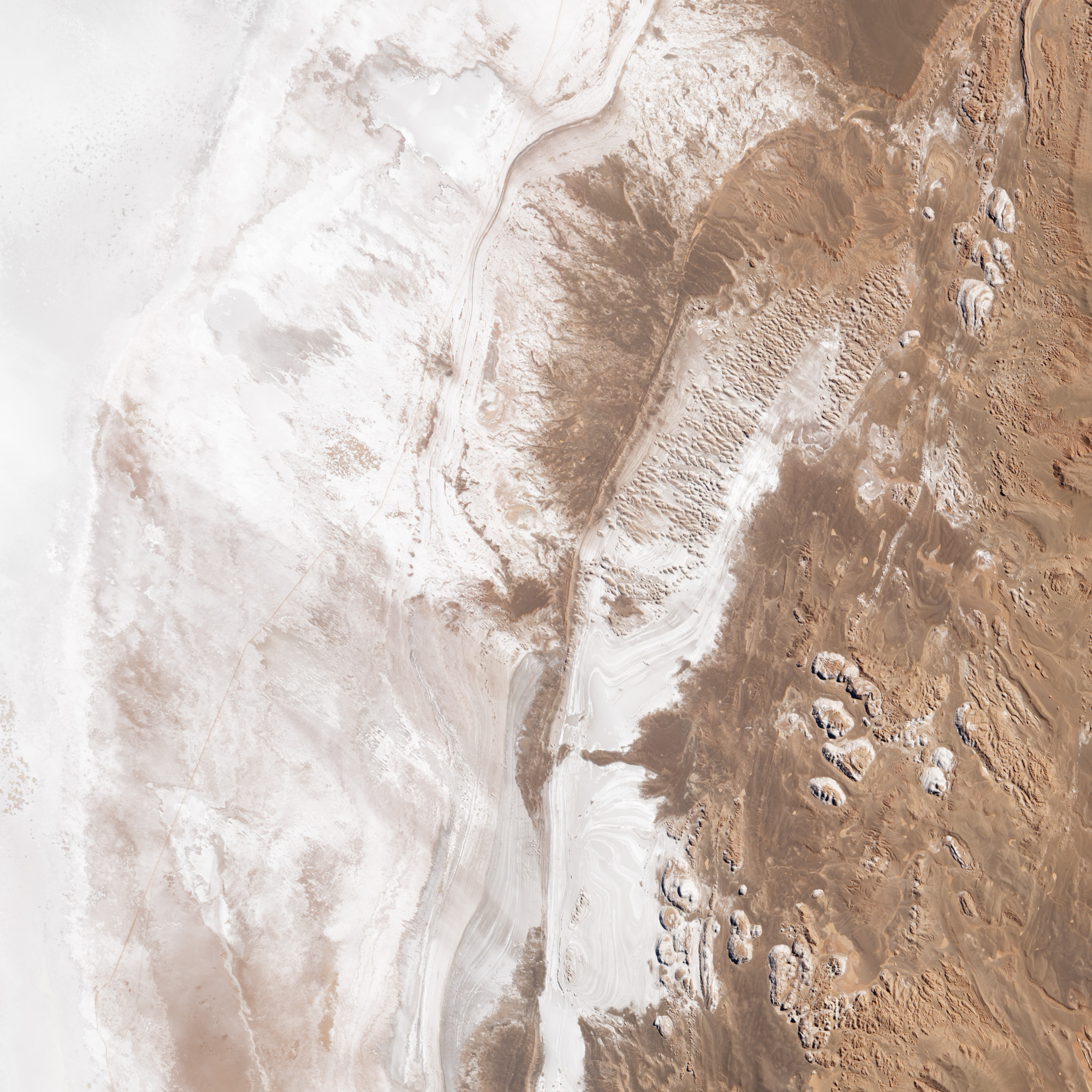
El salar de Arizaro

El salar de Arizaro es un salar del centro de la Puna de Atacama  que está ubicado en la provincia de Salta, Argentina. El salar se encuentra entre las poblaciones de Caipe y Tolar Grande. El mismo posee una superficie de 1600 km², y se encuentra a 3460 m s. n. m..
Es característico el "Cono de Arita" que se encuentra en el salar, al cual llegan diferentes excursiones desde la ciudad de Salta.
En la zona se realizan explotaciones mineras de metales y de elementos no metalíferos. Es especialmente abundante en sal, mármol, hierro, cobre y ónix. 

## Toponimia
Arizaro  proviene de la lengua kunza o atacameño (idioma de los casi extintos  Likanantai), palabra compuesta de «haâri»: cóndor  y «ara» o «aro»: alojamiento (sitio donde abunda algo).
La traducción se ha generalizado como “dormidero del cóndor”  en alusión a los sitios donde se hallaban los cóndores que sobrevolaban y bajaban de la cordillera a devorar animales que yacían muertos en el camino.
Este lugar fue paso obligado del ganado que era trasladado a Chile desde el Valle de Lerma donde era comercializado, por ello, el cóndor que es un animal exclusivamente carroñero, esto quiere decir que no mata ni caza para comer sino que se alimenta de cadáveres de animales o carroña, abundaba en la región, dando origen al nombre.
Por otra parte, otros autores afirman que la palabra proviene del quechua «ari-saru» que significa “huellas hirientes” por hacer referencia a la filosa sal que se encuentra en su superficie del salar, pero ninguna de estas palabras existen en esta lengua antigua.

## Cono de Arita
El Cono de Arita es una gran geoforma casi perfecta y cónica que se encuentra en el extremo sur del salar de Arizaro en las coordenadas 25°01′05″S 67°43′44″O / -25.01806, -67.72889, con una elevación de aproximadamente 200 metros de altura sobre el nivel del salar de Arizaro; este cono natural es considerado como el más perfecto del mundo llegando su cima hasta los 3689 m s. n. m.
Su forma cónica casi perfecta resalta debido a que se encuentra como un relieve isla en medio del salar mostrándose imponente.

Se plantean numerosas incógnitas respecto a su origen considerándoselo también como posible centro ceremonial incaico.